# Psychotria megistantha
Psychotria megistantha är en måreväxtart som beskrevs av Ernest Marie Antoine Petit. Psychotria megistantha ingår i släktet Psychotria och familjen måreväxter. Inga underarter finns listade i Catalogue of Life.